# ユーラス豊頃ソーラーパーク
ユーラス豊頃ソーラーパーク（ユーラスとよころソーラーパーク）は、北海道中川郡豊頃町にある太陽光発電所。

## 概要
民間飛行場であった「とよころ飛行場」跡地と町有地を合わせた約45 haの土地にソーラーパネル約84,000枚を設置している。総出力は22,000 kW、年間の総発電量は一般家庭約8,200世帯分となる電力を発電しており、北海道電力に売電している。

## 設備
ソーラーパネルはサンパワー製のシリコン系単結晶太陽電池、パワーコンディショナーは明電舎製を使用している。